# 森仁奈
森 仁奈（もり にな、1986年4月8日 - ）は、日本のタレント、グラビアアイドルである。
埼玉県出身。プロダクションノータイトル所属。
趣味は映画鑑賞、カラオケ、マンガ。特技は水泳、演技。
2010年度さいたま市観光大使。
2015年　事務所を除籍。

## 出演

### 映画
- クロサワ映画（2010年）
- 明日やること ごみ出し 愛想笑い 恋愛。（2010年）

### テレビ
- FUJIWARAのありがたいと思えッ!　＜アシスタント＞　　（テレビ東京）
- リンカーン　＜アシスタント＞　　（TBS）
- 史上空前!! 笑いの祭典 ザ・ドリームマッチ　＜アシスタント＞　　（TBS）
- 球舞-CUBE TV-（J:COM さいたま）
- J：HEAVEN（J:COM さいたま）

### ラジオ
- パンキッシュgirls time（エフエム浦和）※隔週火曜レギュラー（2012年4月現在）

### 雑誌
- 月刊アーマーモデリング
- 月刊カメラマン

### その他
- 2010年度さいたま市観光大使
- ZAK THE QUEEN　(2009年 / No.20)